# Syndroms of the Cities
Syndroms of the Cities – debiutancki album studyjny zespołu Alastor wydany w 1989 roku nakładem wytwórni Metalmaster.

## Lista utworów
1. „Introductions” – 1:05
2. „Go Away” – 5:05
3. „Ides Of March” – 5:47
4. „The Time Of Judgements” – 4:14
5. „Epitaph” – 6:38
6. „Adrian`s Son” – 5:22
7. „Emily” – 6:32
8. „O.N.A. 88 10 21” – 5:30
9. „Syndroms Of The Cities” – 4:48
10. „46” – 0:47

## Twórcy
- Sławomir Bryłka – perkusja
- Grzegorz Frydrysiak – gitara basowa
- Mariusz Matuszewski – gitara
- Waldemar Osiecki – gitara
- Robert Stankiewicz – śpiew